# 波皮夫卡河 (格尼洛伊季基奇河支流)
波皮夫卡河（羅馬化：Popivka）是烏克蘭的河流，位於該國中部，屬於格尼洛伊季基奇河的右支流，發源自雷扎尼夫卡東北面，流經切爾卡瑟州，河道全長26公里，流域面積187平方公里。